# Rokatenda
Le Rokatenda, aussi appelé Paluweh, Paloe, Palowe, Rusa Raja, Rusa Radja, Nuha Lua ou encore Nusa Kua, en indonésien Gunung Rokatenda, est un volcan d'Indonésie situé dans les petites îles de la Sonde, sur l'île de Palu'e. Il constitue le point culminant de cette île avec 875 mètres d'altitude.

## Géographie
Le Rokatenda est situé dans le Sud-Est de l'Indonésie, dans les petites îles de la Sonde. Il se trouve sur l'île de Palu'e située au large de la côte nord de Florès, dans la mer de Florès. Administrativement, il fait partie du kabupaten de Sikka de la province des petites îles de la Sonde orientales.
Le sommet culminant à 875 mètres d'altitude se trouve au centre de l'île et constitue son point culminant. Des petites vallées s'en éloignent en direction de la côte. Ce volcan s'élève depuis les fonds marins situés à une profondeur moyenne de 3 000 mètres. Ce stratovolcan comporte plusieurs dômes de lave sur ses flancs et un ensemble de cratères volcaniques entrés en coalescence et mesurant 900 mètres de diamètre. Plusieurs bouches éruptives s'alignent sur ses pentes en direction du nord-ouest.

## Histoire
Le Rokatenda est entré huit fois en éruption depuis la première observée par les Européens au XVIIe siècle et celle du 3 février 1985. La plus importante s'est produite en 1928. Des explosions, suivies de la formation de dômes de lave, ont provoqué des glissements de terrain qui se sont propagés jusqu'en mer, formant des tsunamis.
À partir du 12 janvier 2012, une augmentation de l'activité sismique est détectée, décidant les autorités de relever le niveau d'alerte du volcan. Il entre brièvement en éruption du 11 au 13 novembre 2012. Le 10 août 2013, une nouvelle explosion cause la mort de six personnes ; l'île de Palu'e est en partie évacuée.